# Шанец
Шанец, Шанц (от нем. Schanze букв. «залёжка», «логово», развившееся в «укрепление; окоп») — небольшое земляное фортификационное сооружение, использовавшееся для защиты артиллерийских орудий. 

## История
Шанцы использовались в Северной Европе с позднего Средневековья до XIX века. В частности, такие укрепления были распространены во времена гражданской войны в Англии в XVII веке. В русском языке до начала XIX века «шанец» означало общее название полевых и временных укреплений, не определявшее их вида. В частности сложный шанец обозначал сомкнутое укрепление, штерн-шанец — укрепление, имеющее звездообразную форму. Термин позже вышел из активного употребления.

«Пристань морского каравана судам по осмотру и чертежу, каков прислан за рукою итальянской земли капитана Матвея Симунта, быть у Таганрога…, а для бережения той пристани на берегу сделать шанец, чтоб в том шанце ратным людям зимовать было мочно и сидеть 1000 человекам»— Постановление Пушкарского приказа
В 1780 году близ села Луганского, бывшего штаб-квартирой луганского пикинерского полка был устроен шанец, которому дано имя Павлограда.